# Liste von Wassertürmen in Essen
Die Liste von Wassertürmen in Essen nennt bestehende, umgenutzte und abgegangene Wassertürme in Essen, Nordrhein-Westfalen.

## Liste
| Bezeichnung                                | Ortsteil      | Lage | Baujahr   | Höhe     | Behälter- volumen | Bemerkungen                                                                  | Bild |
| ------------------------------------------ | ------------- | ---- | --------- | -------- | ----------------- | ---------------------------------------------------------------------------- | ---- |
| Wasserturm am Steeler Berg                 | Südostviertel | ⊙    | 1884      | ca. 30 m | 2000 m³           | unter Denkmalschutz, Schauplatz von Kämpfen während des Ruhraufstands        |      |
| Wasserturm Essen-Bredeney                  | Bredeney      | ⊙    | 1921      | 31 m     | 600 m³            | unter Denkmalschutz, umgenutzt                                               |      |
| Wasserturm Essen-Bedingrade                | Bedingrade    | ⊙    | 1897      | 44,15 m  | 1000 m³           | unter Denkmalschutz                                                          |      |
| Wasserturm Essen-Steele                    | Steele        | ⊙    | 1898      |          | 1000 m³           | unter Denkmalschutz, umgenutzt                                               |      |
| Wasserturm Frillendorf I                   | Frillendorf   | ⊙    | 1907–1973 |          |                   |                                                                              |      |
| Wasserturm Frillendorf II                  | Frillendorf   | ⊙    | 1925      |          | 1700 m³           | unter Denkmalschutz, Architekt: Arndts unter dem Einfluss von Edmund Körner  |      |
| Wasserturm der Firma Saint-Gobain-Oberland | Karnap        | ⊙    |           |          |                   |                                                                              |      |
| Wasserturm Essen-Byfang                    | Byfang        | ⊙    | 1977      | ca. 25 m | 2000 m³           | Vorgängerturm aus dem Jahr 1907 wurde durch den heutigen Wasserturm ersetzt. |      |
| Wasserturm Isinger Feld                    | Leithe        | ⊙    |           |          |                   |                                                                              |      |
| Wasserturm Essen-Kettwig                   | Kettwig       | ⊙    |           | 5 m      |                   | stillgelegt                                                                  |      |
| Wasserturm der Zeche Amalie                | Bergeborbeck  | ⊙    |           |          |                   | gehörte zur Zeche Amalie, 2008 niedergelegt                                  |      |
| Wasser-Hochbehälter Krupp                  | Bredeney      | ⊙    | 1919      |          | 10.000 m³         | unter Denkmalschutz, 1989 stillgelegt                                        |      |
| Wasserturm am Friedrichsbad Essen          | Frohnhausen   | ⊙    | 1912      |          |                   |                                                                              |      |